# Polnisch-slowakische Beziehungen
Polnisch-slowakische Beziehungen sind die außenpolitischen Beziehungen zwischen Polen und der Slowakei. Die beiden Länder sind Nachbarn und haben eine ungefähr 550 km lange gemeinsame Grenze.
Boleslaus der Tapfere schloss das Gebiet der heutigen Slowakei am Anfang des 11. Jahrhunderts an Polen an. Danach fiel es als Oberungarn an Ungarn. Die Beziehungen des Königreichs Polen und später Polen-Litauens zu seinem südlichen Nachbarn waren daher vom Hochmittelalter bis zum zu den Polnischen Teilungen die Beziehungen zum Königreich Ungarn. Die Zips wurde im 15. Jahrhundert bis ins 18. Jahrhundert von Ungarn an Polen verpfändet. Ab 1772 fanden sich Galizien und Oberungarn im habsburgischen Machtbereich. Nach dem Ersten Weltkrieg nahm die Zweite Polnische Republik mit der Tschechoslowakei 1920 diplomatische Beziehungen auf. Das Verhältnis wurde durch die Grenzkonflikte in Teschener Schlesien, Arwa und Zips überschattet. Es kam zum kurzzeitigen Polnisch-Tschechoslowakischen Grenzkrieg um Teschen und zur Besetzung des Olsa-Gebiets nach dem Münchner Abkommen durch Polen. Die Slowakei nahm als deutscher Satellitenstaat an dem Überfall auf Polen 1939 teil. Nach dem Zweiten Weltkrieg gehörten Polen und die Tschechoslowakei zum Ostblock. Nach dem Kalten Krieg schlossen beide Staaten 1991 einen Freundschaftsvertrag, die Tschechoslowakei zerfiel jedoch zwei Jahre später in Tschechien und die Slowakei. Seit der Unabhängigkeit der Slowakei entwickeln sich die Beziehungen zwischen Polen und Tschechien gut. Beide Staaten sind Mitglied der Europäischen Union, der NATO und der Visegrád-Gruppe.
Zur polnischen Minderheit in der Slowakei bekennen sich mehrere Tausend Personen in den Karpaten und zur slowakischen Minderheit in Polen einige Tausend, ebenfalls hauptsächlich im Raum Zips und Arwa.
Polen besitzt eine Botschaft in Bratislava. Die Slowakei hat eine Botschaft in Warschau und ein Generalkonsulat in Krakau.